# Lega giordana professionistica
La Lega giordana professionistica (in arabo دوري الأردني للمحترفين‎?, Dawri Al-Urduniyi Lilmuhtarifin, "Lega giordana per professionisti") è la massima divisione del campionato giordano di calcio, comprendente 10 squadre. Fu istituita nel 1944.

## Formato
La massima divisione calcistica giordana vede la partecipazione di 12 squadre, che si affrontano in partite di andata e ritorno da marzo a novembre, per un totale di 22 partite per ogni squadra. Le due compagini classificatesi agli ultimi due posti della classifica retrocedono in Prima Divisione, il secondo livello calcistico nazionale. La squadra vincitrice del campionato si qualifica alla fase a gironi dell'AFC Champions League, la seconda classificata alla fase a gironi della Coppa dell'AFC insieme alla compagine che vince la Coppa di Giordania.

## Squadre
| Lega giordana professionistica 2023-2024 | Lega giordana professionistica 2023-2024 | Lega giordana professionistica 2023-2024 | Lega giordana professionistica 2023-2024 | Lega giordana professionistica 2023-2024 |
| Squadra                                  | Città                                    | Stadio                                   | Capienza                                 | Anno di fondazione                       |
| ---------------------------------------- | ---------------------------------------- | ---------------------------------------- | ---------------------------------------- | ---------------------------------------- |
| Al-Ahli Amman                            | Amman                                    | Stadio internazionale                    | 17 619                                   | 1944                                     |
| Al-Faisaly                               | Amman                                    | Stadio internazionale                    | 17 619                                   | 1932                                     |
| Al-Hussein                               | Irbid                                    | Stadio Al-Hassan                         | 12 000                                   | 1964                                     |
| Al-Jalil                                 | Irbid                                    | Stadio Al-Hassan                         | 12 000                                   | 1953                                     |
| Al-Ramtha                                | Irbid                                    | Stadio Principe Hashim                   | 5 000                                    | 1966                                     |
| Al-Salt                                  | Al-Salt                                  | Stadio Principe Hussein Bin Abdullah II  | 7 500                                    | 1965                                     |
| Al-Wehdat                                | Amman                                    | Stadio Re Abdullah                       | 13 000                                   | 1956                                     |
| Ma'an                                    | Ma'an                                    | Stadio Principessa Haya                  | 1 000                                    |                                          |
| Sahab                                    | Amman                                    | Stadio Petra                             | 5 000                                    | 1972                                     |
| Shabab Al-Aqaba                          | Aqaba                                    | Stadio Al-Aqaba                          | 3 800                                    | 1965                                     |
| Shabab Al-Ordon                          | Amman                                    | Stadio Re Abdullah                       | 13 000                                   | 2002                                     |

## Albo d'oro
- 1944:  Al-Faisaly
- 1945:  Al-Faisaly
- 1946:  Jordan
- 1947:  Al-Ahli
- 1948: non disputato
- 1949:  Al-Ahli
- 1950:  Al-Ahli
- 1951:  Al-Ahli
- 1952:  Al-Jazira
- 1953: non disputato
- 1954:  Al-Ahli
- 1955:  Al-Jazira
- 1956:  Al-Jazira
- 1957: non disputato
- 1958: non disputato
- 1959:  Al-Faisaly
- 1960:  Al-Faisaly
- 1961:  Al-Faisaly
- 1962:  Al-Faisaly
- 1963:  Al-Faisaly
- 1964:  Al-Faisaly
- 1965:  Al-Faisaly
- 1966:  Al-Faisaly
- 1967: non disputato
- 1968: non disputato
- 1969: non disputato
- 1970:  Al-Faisaly
- 1971:  Al-Faisaly
- 1972:  Al-Faisaly
- 1973:  Al-Faisaly
- 1974:  Al-Faisaly
- 1975:  Al-Ahli
- 1976:  Al-Faisaly
- 1977:  Al-Faisaly
- 1978:  Al-Ahli
- 1979:  Al-Ahli
- 1980:  Al-Deffatain
- 1981:  Al-Ramtha
- 1982:  Al-Ramtha
- 1983:  Al-Faisaly
- 1984:  Amman
- 1985:  Al-Faisaly
- 1986:  Al-Faisalya
- 1987:  Al-Deffatain
- 1988:  Al-Faisaly
- 1989:  Al-Faisaly
- 1990:  Al-Faisaly
- 1991:  Al-Deffatain
- 1992:  Al-Faisaly
- 1993:  Al-Faisaly
- 1994 :  Al-Deffatain
- 1995:  Al-Deffatain
- 1996:  Al-Deffatain
- 1997:  Al-Deffatain
- 1998: non concluso
- 1999:  Al-Faisaly
- 2000:  Al-Faisaly
- 2001:  Al-Faisaly

- 2002-2003:  Al-Faisaly
- 2003-2004:  Al-Faisaly
- 2004-2005:  Al-Deffatain
- 2005-2006:  Shabab Al-Ordon
- 2006-2007:  Al-Deffatain
- 2007-2008:  Al-Deffatain
- 2008-2009:  Al-Deffatain
- 2009-2010:  Al-Faisaly
- 2010-2011:  Al-Deffatain
- 2011-2012:  Al-Faisaly
- 2012-2013:  Shabab Al-Ordon
- 2013-2014:  Al-Wehdat
- 2014-2015:  Al-Wehdat
- 2015-2016:  Al-Wehdat
- 2016-2017:  Al-Faisaly
- 2017-2018:  Al-Wehdat
- 2018-2019:  Al-Faisaly
- 2020[1]:  Al-Wehdat
- 2021:  Al-Ramtha
- 2022:  Al-Faisaly
- 2023-2024:  Al-Hussein
- 2024-2025:  Al-Hussein

## Vittorie per squadra
| Squadra                      | Vittorie | Anni |
| ---------------------------- | -------- | --- |
| Al-Faisaly                   | 35       | 1944, 1945, 1959, 1960, 1961, 1962, 1963, 1964, 1965, 1966, 1970, 1971, 1972, 1973, 1974, 1976, 1977, 1983, 1985, 1986, 1988, 1989, 1990, 1991, 1992-1993, 1993-1994, 1999, 2000, 2001, 2002-2003, 2003-2004, 2009-2010, 2011-2012, 2016-2017, 2018-2019, 2022 |
| Al-Wehdat (già Al-Deffatain) | 17       | 1980, 1987-1988, 1991-1992, 1994-1995, 1995-1996, 1996-1997, 1997, 2004-2005, 2006-2007, 2007-2008, 2008-2009, 2010-2011, 2013-2014, 2014-2015, 2015-2016, 2017-2018, 2020                                                                                     |
| Al-Ahli                      | 8        | 1947, 1949, 1950, 1951, 1954, 1975, 1978, 1979 |
| Al-Ramtha                    | 3        | 1981, 1982, 2021 |
| Al-Jazira                    | 3        | 1952, 1955, 1956 |
| Al-Hussein                   | 2        | 2023-2024, 2024-2025 |
| Shabab Al-Ordon              | 2        | 2005-2006, 2012-2013 |
| Amman                        | 1        | 1984 |
| Jordan                       | 1        | 1946 |

## Capocannonieri

### Per stagione
Fonte:
| Stagione  | Giocatore              | Squadra    | Reti |
| --------- | ---------------------- | ---------- | ---- |
| 1980      | Sahel Ghazawy          | Al-Hussein | 14   |
| 1981      | Khaled Al-Zubi         | Al-Ramtha  | 14   |
| 1982      | Munir Mesbah           | Al-Hussein | 9    |
| 1983      | Ibrahim Sadiya         | Amman      | 13   |
| 1984      | Jamal Ibrahim          | Al-Nasr    | 12   |
| 1985      | Jamal Ibrahim          | Al-Nasr    | 15   |
| 1986      | Rateb Al-Dawud         | Al-Ramtha  | 12   |
| 1987      | Faiz Bidaiwi           | Al-Ramtha  | 9    |
| 1988      | Faiz Bidaiwi           | Al-Ramtha  | 10   |
| 1989      | Khaled Al-Akori        | Al-Ramtha  | 14   |
| 1990      | Aref Hussein           | Al-Hussein | 11   |
| 1991-1992 | Jihad Abdel-Munem      | Al-Wehdat  | 15   |
| 1992-1993 | Aref Hussein           | Al-Hussein | 13   |
| 1993-1994 | Jeris Tadrus           | Al-Faisaly | 19   |
| 1994-95   | Jeris Tadrus           | Al-Faisaly | 16   |
| 1995-1996 | Ibrahim Abdel-Hadi     | Al-Jalil   | 18   |
| 1996-1997 | Jeris Tadrus           | Al-Faisaly | 13   |
| 1997      | Subhi Sulaiman         | Al-Faisaly | 15   |
| 1999      | Bassam Al-Khatib       | Al-Ahli    | 22   |
| 2000      | Jeris Tadrus           | Al-Faisaly | 23   |
| 2001      | Fadi Lafi              | Al-Wehdat  | 16   |
| 2002-2003 | Mahmoud Shelbaieh      | Al-Wehdat  | 22   |
| 2003-2004 | Hassan Abdel-Fattah    | Al-Wehdat  | 7    |
| 2004-2005 | Alaa Ibrahim           | Al-Wehdat  | 14   |
| 2005-2006 | Abdel-Hadi Al-Maharmeh | Al-Faisaly | 14   |
| 2006-2007 | Awad Ragheb            | Al-Wehdat  | 16   |
| 2007-2008 | Mahmoud Shelbaieh      | Al-Wehdat  | 14   |
| 2008-2009 | Mohammad Abdel-Haleem  | Al-Baqa'a  | 13   |
| 2009-2010 | Ahmed Marei            | Al-Hussein | 14   |
| 2010-2011 | Mohammad Abdel-Haleem  | Al-Baqa'a  | 16   |
| 2011-2012 | Ahmad Hayel            | Al-Faisaly | 18   |
| 2012-2013 | Abdallah Deeb          | Al-Wehdat  | 14   |
| 2013-2014 | Hamza Al-Dardour       | Al-Ramtha  | 13   |
| 2014-2015 | Moataz Salhani         | That Ras   | 11   |
| 2015-2016 | Akram Zuway            | Al-Hussein | 12   |
| 2016-2017 | Mardik Mardikian       | Al-Jazira  | 14   |
| 2017-2018 | Łukasz Gikiewicz       | Al-Faisaly | 14   |
| 2018-2019 | Baha' Faisal           | Al-Wehdat  | 15   |
| 2020      | Abdulaziz Nday         | Al-Wehdat  | 17   |
| 2021      | Ronald Ngah            | Al-Salt    | 15   |
| 2022      | Amin AlShanaina        | Al-Faisaly | 9    |
| 2023-2024 | Ronald Ngah            | Al-Faisaly | 13   |
| 2024-2025 | Mohannad Semreen       | Al-Wehdat  | 18   |

### Classifica di tutti i tempi
Fonte:
| Pos. | Giocatore         | Squadre             | Periodo                   | Reti |
| ---- | ----------------- | ------------------- | ------------------------- | ---- |
| 1    | Mahmoud Shelbaieh | Al-Wehdat Al-Jazira | 1998-2013, 2015-2016 2014 | 127  |
| 2    | Jeris Tadrus      | Al-Faisaly          | 1987-2004                 | 112  |